# جيمس كينيدي (سياسي كندي)
جيمس كينيدي هو سياسي كندي، ولد في 14 مايو 1869، وتوفي في 23 أبريل 1915.